# Ahrensburg
Ahrensburg (phát âm tiếng Đức: [ˈaːʁənsˌbʊɐ̯k]) là một đô thị ở Schleswig-Holstein, Đức. Đô thị này thuộc vùng đô thị Hamburg. Dân số năm 2004 khoảng 30.100 người. Ở đây có tòa lâu đài từ năm 1595.

## Kết nghĩa
| - Esplugues de Llobregat, Tây Ban Nha - Feldkirchen in Kärnten, Áo | - Ludwigslust, Đức - Viljandi, Estonia |